# Raquel Cárcamo
Raquel Cárcamo (Madrid, 1988) es una activista española y la primera persona con discapacidad intelectual en formar parte de la junta directiva de Plena inclusión, la confederación de organizaciones que representan a las personas con discapacidad intelectual y sus familias en España. Además, fue presidenta de la Cooperativa Altavoz en sus inicios.
Cárcamo es experta en accesibilidad cognitiva y formadora en derechos. Trabajó en la Fundación A la Par como formadora y actualmente es codirectora del Centro Español de Accesibilidad Cognitiva.

## Trayectoria como directiva
Raquel Cárcamo se incorporó a la junta directiva de Plena inclusión en febrero de 2014. Su incorporación fue histórica ya que, en los casi 50 años de la asociación, fue la primera persona con discapacidad intelectual con este cargo. Plena inclusión promovió su entrada también como una acción de coherencia con su misión, que es la de promover la inclusión y participación de las personas con discapacidad intelectual en la sociedad.
Como miembro de la junta directiva, Cárcamo apostó porque sea habitual encontrar a personas con discapacidad intelectual en cargos directivos y puestos políticos. También apuntó a la necesidad de crear organizaciones formadas y dirigidas por las propias personas con discapacidad intelectual, ya que la mayoría nacieron a partir de sus familiares y también, actualmente, las dirigen profesionales sin discapacidad.
Cárcamo influyó igualmente para fomentar la revisión de las incapacitaciones realizadas a personas con discapacidad intelectual, que tienen como consecuencia pérdida de derechos como el derecho al voto. En cuanto al voto, también fomentó la accesibilidad cognitiva en colegios electorales o la adaptación a lectura fácil de programas electorales, ya que el derecho no se cumple si la información no es accesible y fácil de entender para las personas con discapacidad intelectual. Sus reivindicaciones también incluyeron el derecho a la educación inclusiva, a formar una familia propia o a la privacidad.
Entre las funciones de Cárcamo como directiva, encontramos la de representante de Plena inclusión, labor que desempeñó en eventos como la presentación de la adaptación a lectura fácil de la Constitución Española en el Congreso de los Diputados o en comparecencias ante medios de comunicación.